# 리치 차일스
리처드 프랜시스 차일스(영어: Richard Francis Chiles, 1949년 11월 22일~)는 미국의 프로 야구 선수로, 메이저 리그 베이스볼(MLB)에서 외야수로 뛰었다.
캘리포니아주 윈터스에 있는 윈터스 고등학교 출신으로, 1968년 메이저 리그 베이스볼 드래프트 2라운드에서 휴스턴 애스트로스에게 지명되었다. 1971년부터 1978년까지 여섯 시즌 동안 메이저 리그에서 선수 생활을 했다. 통산 타율 .254(618타수 157안타), 68득점, 6홈런, 76타점을 기록했다.
1972년 11월 27일 윈터 미팅에서 버디 해리스와 함께 뉴욕 메츠의 토미 에이지의 맞상대로 트레이드되었다.
현재 차일스는 북캘리포니아의 욜로군에서 살고 있다.
차일스는 미국 야구 명예의 전당에 헌액된 조지 켈리와 그의 동생인 렌 켈리의 사촌이며, 메이저 리그에서 뛰었던 빌 랭의 친척이기도 하다.